# Polypore du bouleau
Fomitopsis betulina
Espèce

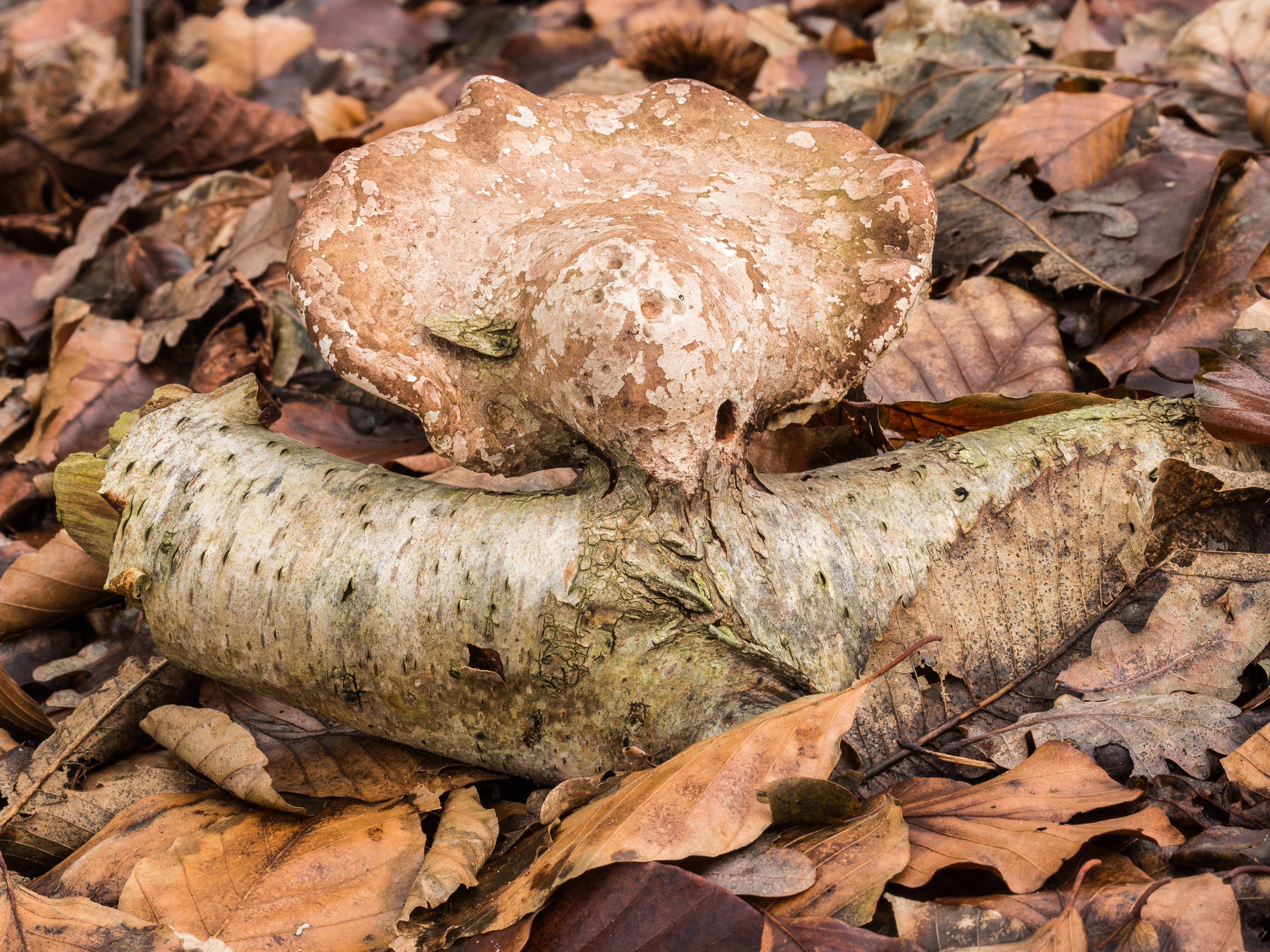
Un polypore du bouleau sur une branche tombée dans son habitat naturel.

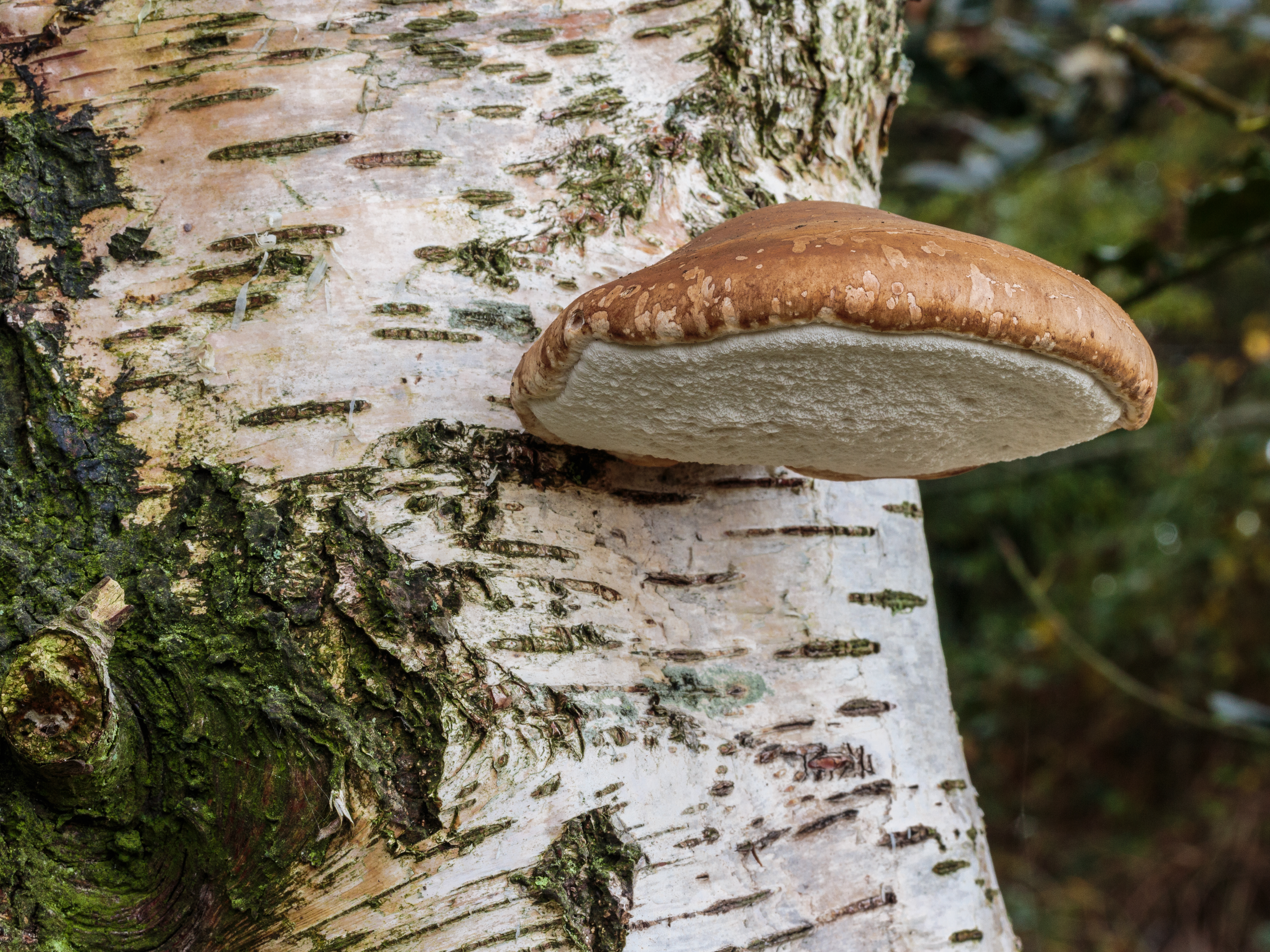
Jeune polypore du bouleau. Novembre 2018.

Le Polypore du bouleau (Fomitopsis betulina) est une espèce de champignons basidiomycètes saprotrophes lignicoles de la famille des Fomitopsidaceae.

## Description

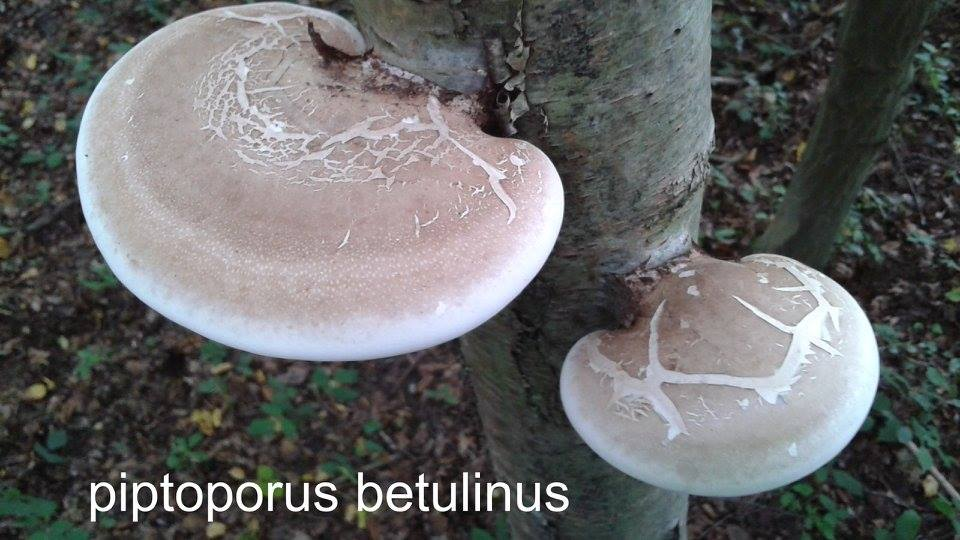
Polypore du bouleau au stade jeune.

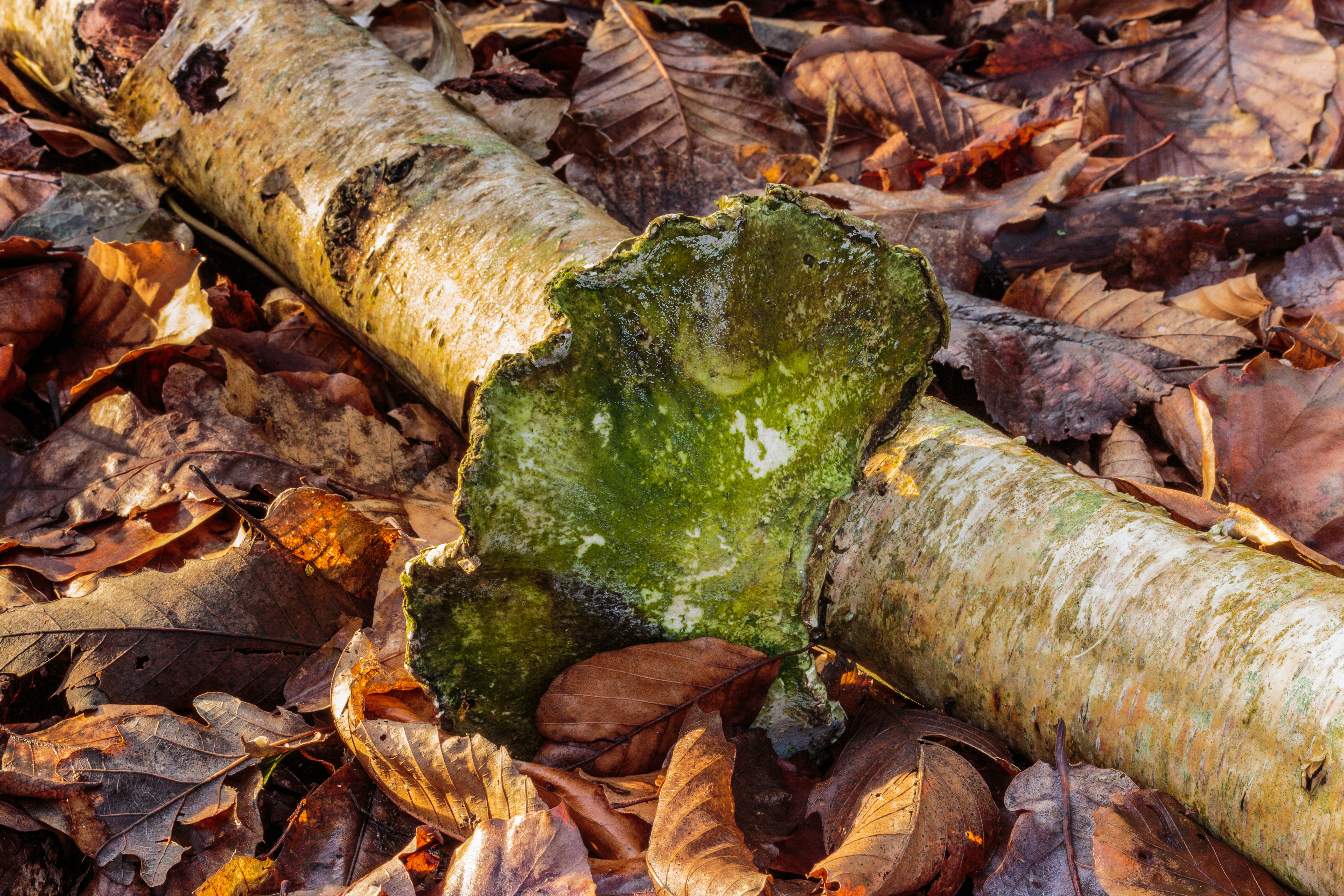
Un polypore du bouleau sur un bois mort. Janvier 2019.

Les polypores sont des champignons lignicoles, saprotrophes ou nécrotrophes, plus rarement parasitaires, développant un carpophore charnu, coriace et élastique dont le chapeau peut être sec, feutré à écailleux portant des tubes disposés en couches minces, à pied central ou excentré et dont les spores sont blanches. « Le plus souvent, ce polypore s’attaque à des bouleaux moribonds âgés (le bouleau blanc par exemple ne vit guère au delà de 100 à 150 ans) mais surtout à des arbres très affaiblis, « condamnés », victimes d’un fort stress : soit d’un manque de lumière à la suite de l'évolution du peuplement et de la compétition de grands arbres autour, soit d’un épisode de sécheresse ou un incendie. Néanmoins, on peut aussi l’observer sur des arbres en apparence bien vivants ce qui porte à le considérer comme un parasite dit « de faiblesse » mais peu agressif contrairement à d’autres espèces de polypores ».
Le polypore du bouleau produit un sporophore ayant la forme d'une hernie ou d'un rein dans son jeune âge et qui s'étale et prend alors la forme d'un beau chapeau (6 à 20 cm de diamètre), épais (2 à 6 cm), ressemblant à la base d'un sabot de cheval qui s'épaissit et s'arrondit vers le bord de sa face inférieure en un beau bourrelet, couvert d'une mince pellicule cuireuse, beige à brun clair, avec des tubes très courts de couleur blanche et des pores très fins de la même couleur. Une fois maturé, le fruit s'allonge vers l'arrière. Son pied est généralement court et est situé sur le chapeau.
Sa chair blanche ou légèrement jaune est tendre, presque gélatineuse, devenant rapidement coriace. Elle dégage une odeur aigrelette et a une saveur acidulée. Le polypore du bouleau ne pousse que sur des bouleaux.

## Le Polypore du bouleau et l'Homme
Vu sa consistance subéreuse, comme celle du liège, le polypore du bouleau n'est pas comestible.
Comme d'autres espèces de polypores, il est depuis la préhistoire et jusqu'à l'orée du XXe siècle une source d'amadou, un matériaux employé entre autres comme allume-feu.
Le polypore du bouleau est utilisé comme antiparasitaire et vermifuge notamment en Europe de l'Est. Il présente également des propriétés anti-inflammatoire et antibiotique. Ötzi, la momie des Alpes datant de 5300 ans portait ce champignon, peut-être pour l'utiliser comme traitement médical.
L'espèce fait l'objet de culture expérimentale depuis 2008 en Corée

## Autres espèces lignicoles associées au Polypore du bouleau

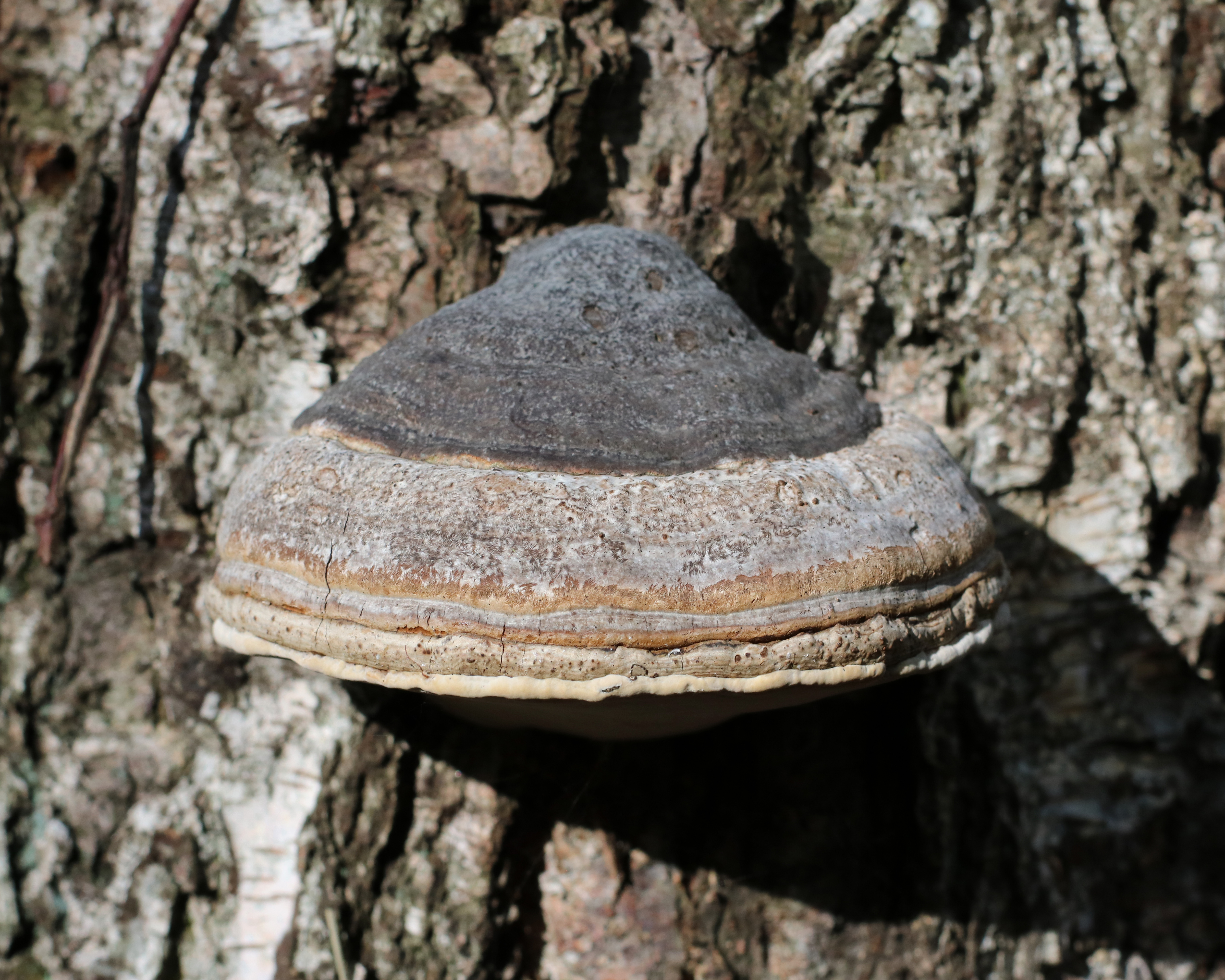
Amadouvier.
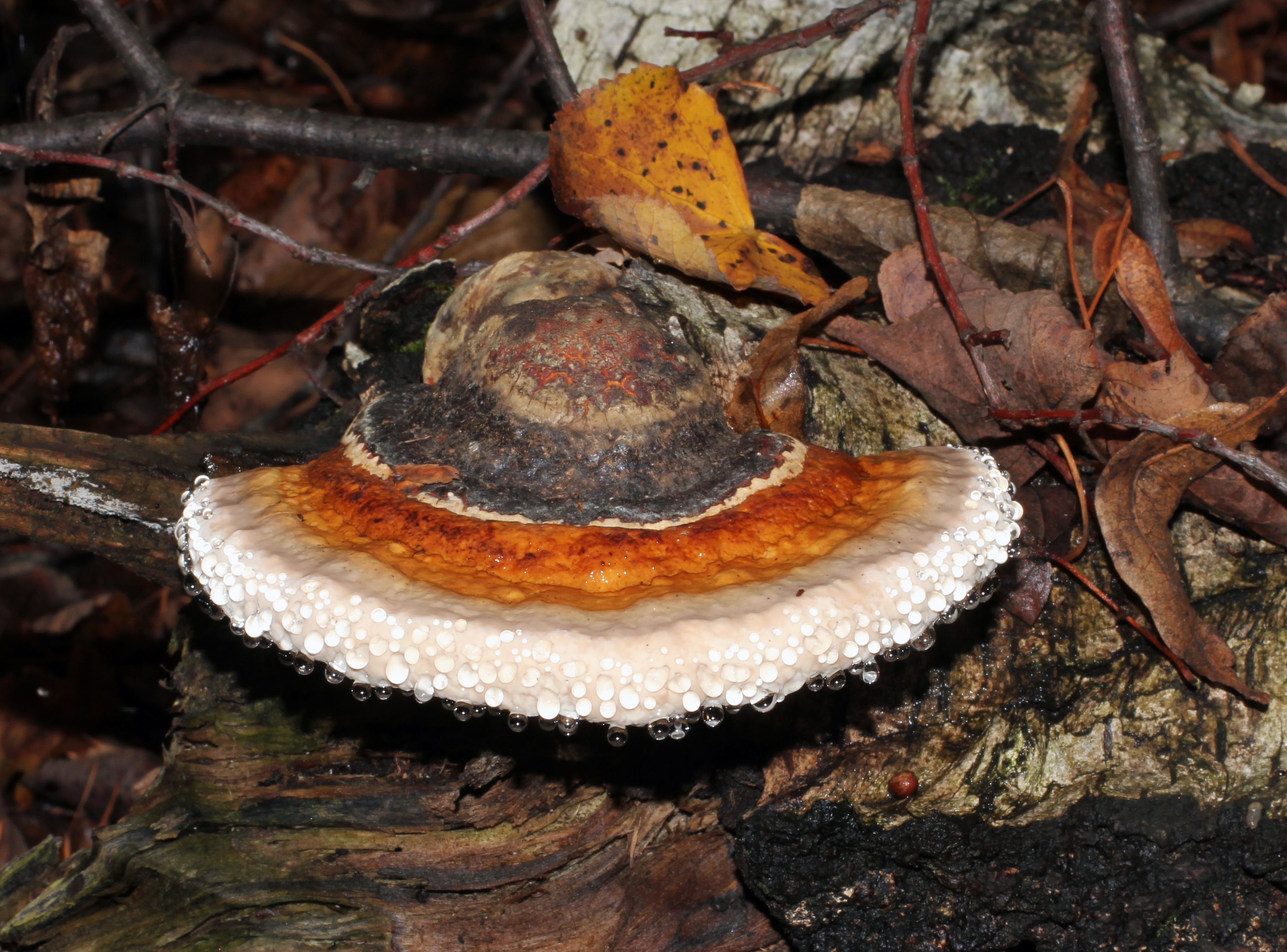
Polypore marginé.

## Dénomination
Ce taxon porte en français le nom vernaculaire ou normalisé suivant : Polypore du bouleau.

## Systématique
Le nom correct complet (avec auteur) de ce taxon est Fomitopsis betulina (Bull.) B.K.Cui (d), M.L.Han (d) & Y.C.Dai (d), 2016.
L'espèce a été initialement classée dans le genre Boletus sous le basionyme Boletus betulinus Bull., 1787.
Fomitopsis betulina a pour synonymes :
- Agarico-pulpa pseudoagaricon Paulet, 1793
- Boletus betulinus Bull., 1787
- Boletus suberosus Wulfen, 1786
- Fomes betulinus (Bull.) Gillot & Lucand, 1890
- Piptoporus betulinus (Bull.) P. Karst., 1881
- Placodes betulinus (Bull.) Quél., 1886
- Polyporus betulinus (Bull.) Fr., 1816
- Ungularia betulina (Bull.) Lázaro Ibiza, 1916
- Ungulina betulina (Bull.) Pat., 1900